# Lauren Williams (taekwondo)
Lauren Williams (født 25. februar 1999) er en britisk taekwondo-udøver.
Hun repræsenterede Storbritannien ved sommer-OL 2020 i Tokyo , hvor hun tog sølv i 67 kg.